# Jacqueline Thome-Patenôtre
 (juillet 2016).
Jacqueline Thome-Patenôtre, née le 3 février 1906 à Paris 16e, où elle est morte le 2 juin 1995, est une femme politique et militante associative française.
Sénatrice puis députée, maire de Rambouillet de 1947 à 1983, elle est une des rares femmes ministres de la IVe République, en tant que sous-secrétaire d'État au Logement et à la Reconstruction. Elle a également présidé la Société protectrice des animaux.

## Biographie

### Enfance et études
Jacqueline Thome naît dans une famille de la grande bourgeoise industrielle, engagée en politique : son grand-père, Ernest Dervaux, directeur d'usine métallurgique, a présidé le conseil général du Nord ; son père, André Thome est le petit-fils de l'entrepreneur de travaux-publics du baron Haussmann, Joseph Thome  (1809-1896). Propriétaire foncier, André Thome a été député et maire de Sonchamp avant de mourir le 10 mars 1916 à la bataille de Verdun.
Elle est élevée par sa mère, qui tient un salon où viennent les dirigeants de l'époque, tels qu'André Tardieu, Louis Barthou ou Aristide Briand. Bachelière ès lettres, elle épouse en 1925 Raymond Patenôtre, fils d'ambassadeur et patron de presse, qui est ministre de l'Économie nationale entre 1932 et 1933 et dont elle divorce pendant la Seconde Guerre mondiale. Deux enfants sont issus de cette union, Éric et Nelly.

### Carrière politique

#### Conseillère de la République puis sénatrice
Sans pour autant entrer en politique, elle soutient activement son mari dans sa carrière, participant à la création d'établissements scolaires et fréquentant d'importants hommes politiques des années 1930, à l'instar de Léon Blum ou Édouard Daladier. Elle s'insurge même à la fin des années 1920 contre l'interdiction de l'accès des femmes aux contraceptifs.
Après la Seconde Guerre mondiale, elle s'engage politiquement en devenant conseillère municipale à Sonchamp, est élue conseillère générale dans le canton de Dourdan-Sud, mais échoue aux élections législatives de juin 1946, dans la 2e circonscription de Seine-et-Oise. Bien qu'arrivant en troisième position avec sa liste Rassemblement des gauches républicaines (RGR), elle obtient un siège de conseillère de la République (sénatrice) aux élections sénatoriales de 1946. Elle est membre de la « Commission des affaires étrangères et de la presse » et dépose durant son premier mandat dix propositions de lois (notamment sur la reconstruction et l'amitié franco-américaine) ; elle est secrétaire générale des femmes du RGR. Elle est en outre élue maire de Rambouillet en 1947, poste qu'elle occupe jusqu'en 1983 (durant six mandats). Après son succès de 1945, elle est réélue conseillère générale de Seine-et-Oise puis des Yvelines jusqu'en 1979.
Elle dépose le 25 avril 1950 une proposition de loi pour la protection de l'enfance martyre. Non promulguée, elle est cependant précurseur de celle du 7 mai 1971. Entre 1954 et 1955, elle est membre suppléante de la « Commission aux affaires intérieures ». Elle est plus tard membre du conseil supérieur des HLM et critique lors de séances les logements laissés vides ainsi que la politique de répartition. Elle est en outre présidente du « groupe d'amitié parlementaire France-États-Unis » du Sénat, ce qui lui vaut d'être reçue en 1956 avec d'autres parlementaires par le président américain Dwight D. Eisenhower. Elle écrit après son retour : « Plus que jamais, en étudiant la structure géographique, économique et démographique des États-Unis, on se rend compte que, seule, une Europe unifiée peut sauver les nations européennes de la décadence ».

#### Sous-secrétaire d'État
Elle participe en tant que sous-secrétaire d'État à la Reconstruction et au Logement au gouvernement Maurice Bourgès-Maunoury en 1957. Membre du Parti radical-socialiste, elle est également présidente du Rassemblement des femmes républicaines (RFR), organisation liée au Rassemblement des gauches républicaines. Sa nomination au gouvernement lui vaut cependant son exclusion du parti radical. Le gouvernement tombe le 30 septembre de la même année mais elle a cependant le temps de promouvoir les logements collectifs et de préparer le relogement des Français expulsés des anciennes colonies d'Afrique du Nord. Elle est une des rares femmes ministres de la IVe République, à l'instar de Germaine Poinso-Chapuis et Andrée Viénot.

#### Députée
Elle est élue sénatrice sous la IVe République mais devient députée en 1958, jusqu'à 1978. Elle représente successivement la 17e circonscription de Seine-et-Oise, puis de la 8e circonscription des Yvelines (pour cette dernière, de 12 mars 1967 au 30 mai 1968).
Elle abandonne la mairie de Rambouillet en 1983 (gagnée par Gérard Larcher) pour une place éligible aux élections européennes de 1984, sur la liste de Simone Veil alors qu'elle était auparavant membre du Mouvement des Radicaux de Gauche[réf. nécessaire]. Elle a beaucoup fait pour la ville : la construction de 1 200 logements sociaux, deux lycées, un collège, six autres établissements scolaires, deux stades et une maison de retraite. Ce choix est critiqué, ce qui amène par exemple le journal L'Express du 12 février 2007, à noter qu'elle aurait « vendu sa mairie » pour une place éligible. Elle est également l'une des premières femmes membres du Haut Comité des Sports. Présidente de la Société protectrice des animaux, elle dépose à l'Assemblée nationale en 1972 la proposition de loi dite « charte de l'animal », adoptée en 1976 avec le soutien du député gaulliste Roland Nungesser.
Elle est faite chevalier de la Légion d'honneur. Le 11 octobre 1980, Alain Poher, président du Sénat, lui remet les insignes à l’hôtel de ville de Rambouillet, la ville dont elle fut maire pendant 36 ans.

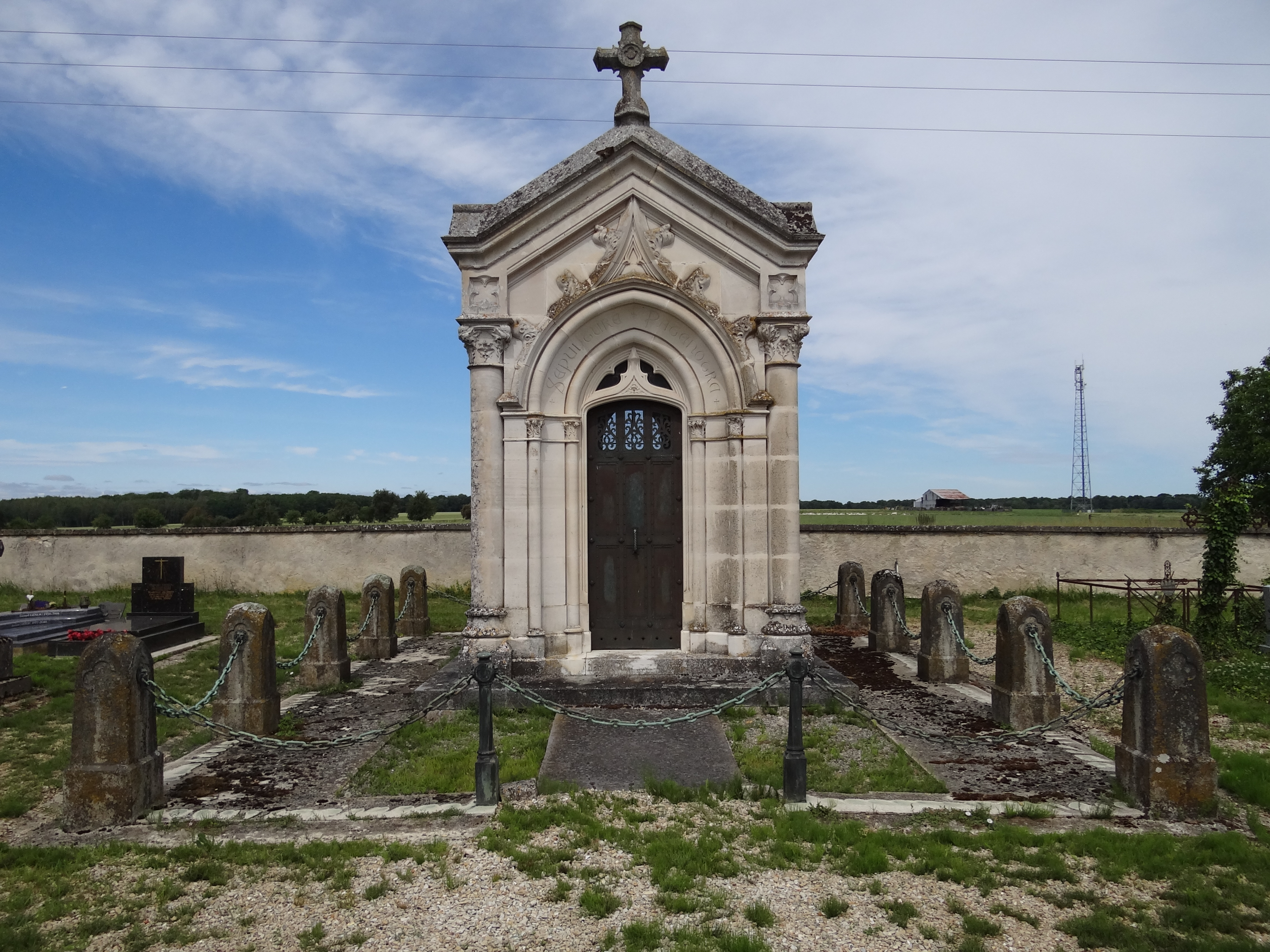
La chapelle funéraire de la famille Patenôtre au cimetière de Baye (Marne).

## Synthèse des mandats
- Conseillère générale de Dourdan-Sud, de Saint-Léger-en-Yvelines et de Saint-Arnoult-en-Yvelines, de 1946 à 1979 ;
- Maire de Rambouillet, de 1947 à 1983 ;
- Sénatrice de Seine-et-Oise, du 8 décembre 1946 au 15 janvier 1959 ;
- Sous-secrétaire d'État au Logement et à la Reconstruction, du 17 juin au 6 novembre 1957 ;
- Députée de Seine-et-Oise, puis des Yvelines, de 1958 à 1978 ;
- Députée européenne, de 1984 à 1989 ;
- Vice-présidente de l'Assemblée nationale, de 1960 à 1968.

## Hommages
- Place André-Thome-et-Jacqueline-Thome-Patenôtre, Rambouillet (Yvelines).
- Salle Patenôtre (salle municipale), Rambouillet (Yvelines).